# Let Love Rule (singolo)
Let Love Rule è una canzone di Lenny Kravitz. È il primo brano che l'artista pubblicò come singolo, ed è la traccia che dà titolo al suo album d'esordio, uscito nel 1989.
La canzone raggiunse il 23º posto della classifica Mainstream Rock Tracks, e il quinto nella US Modern Rock. Nel video apparve l'attrice Lisa Bonet, all'epoca moglie di Kravitz.
Nell'aprile 2009 fu pubblicato un remix della canzone, realizzato dal duo dance francese Justice per l'edizione speciale dell'album Let Love Rule, in occasione del ventennale della sua uscita. È anche una traccia scaricabile per il videogioco Rock Band.

## Tracce

### CD / 12"
1. Let Love Rule – 5:42
2. Empty Hands – 4:42
3. Blues For Sister Someone – 3:00
4. Flower Child – 2:56

### 7"
Lato A
1. Let Love Rule

Lato B
1. Empty Hands

### Edizione limitata 10"
Lato A
1. Let Love Rule – 5:39

Lato B
1. If Six Were Nine – 6:44
2. My Precious Love – 7:08